# Thomas Bauer (Shorttracker)
Thomas Bauer (* 23. April 1984 in München) ist ein ehemaliger deutscher Shorttrackläufer.

## Werdegang
Thomas Bauer startete seine Karriere in den Jahren 2000 und 2001 mit der Teilnahme an seinen ersten Shorttrack-Wettkämpfen. Seine Erfolge erreicht er bei internationalen Wettbewerben mit der deutschen Staffel. Bei den Juniorenweltmeisterschaften 2002 in Südkorea gewann Bauer mit der deutschen Staffel den zweiten Platz.
Zwei Jahre später gewann Bauer bei den Europameisterschaften 2004 mit Sebastian Praus, André Hartwig und Arian Nachbar im deutschen Staffelteam die Bronzemedaille und musste sich dabei nur Italien und Russland mit einem Rückstand von etwas mehr als zwei Sekunden geschlagen geben. Ein Jahr später entschied das deutsche Team in derselben Besetzung mit Bauer den Staffelwettbewerb bei den Europameisterschaften 2005 mit einem Vorsprung von über fünf Sekunden für sich und gewann die Goldmedaille. Bei den Europameisterschaften 2006 gewann Bauer mit Sebastian Praus, André Hartwig und Tyson Heung im deutschen Team schließlich wieder die Bronzemedaille im Staffelwettbewerb mit gerade einmal knapp zwei Sekunden Rückstand auf Italien und weniger als eine Zehntelsekunde auf Frankreich.
Bei den Olympischen Winterspielen 2006 in Turin kam Thomas Bauer mit Arian Nachbar, Tyson Heung und Sebastian Praus im Staffelwettbewerb bis ins Halbfinale, erreichte jedoch dann in diesem aufgrund eines Sturzes von Tyson Heung nur den dritten Rang hinter Kanada und Südkorea, nachdem man bis kurz vor Ende auf Platz zwei gelegen hatte. Da für das Finale nur die besten beiden Mannschaften beider Halbfinale qualifiziert sind, lief Bauer mit der deutschen Staffel gegen die australische Staffel um die Plätze sechs bis sieben, wobei die deutsche Staffel nach Patzern hinter die Australier zurückfiel und mit über zwölf Sekunden Rückstand im Ziel Platz sieben erreichte. 
Thomas Bauer beendete 2006 seine aktive Sportlerkarriere. Im September 2009 beendete er die Ausbildung zum Physiotherapeuten in Mainz. Seitdem arbeitet er als Physiotherapeut.

## Erfolge
Olympische Winterspiele
- 2006: Platz 7 (Staffel)

Europameisterschaften
- 2004: Platz 3 (Staffel)
- 2005: Platz 1 (Staffel)
- 2006: Platz 3 (Staffel)

Juniorenweltmeisterschaften
- 2002: Platz 2 (Staffel)

Sonstiges
- zweifacher Gewinner der deutschen Short-Track-Bundesliga (Einzel)
- Sechsfacher Deutscher Juniorenmeister (Einzel)